# 대만제어
대만 제어(영어: Formosan languages, 중국어: 台灣南島語言)는 대만 원주민의 언어들을 말한다. 모두 오스트로네시아어족에 속한다. 대만 원주민은 대만 인구의 약 2.3%를 차지하지만, 지난 수백 년간 점차 고유어 대신 중국어를 사용하게 되어 원주민 언어를 사용하는 사람의 수는 그보다 훨씬 적다. 대만 원주민이 사용하던 26개 언어 중 적어도 10개는 사멸했고, 4개(또는 5개)는 사멸 직전이며, 다른 여럿도 사멸 위기에 놓여 있다. 역사언어학의 맥락에서는 말레이폴리네시아어파를 제외한 오스트로네시아어족 언어를 대만 제어라 부르기도 하며, 이때는 대만의 란위섬 원주민 언어인 야미어는 대만 제어로 치지 않는다. 야미어는 말레이폴리네시아어파에 속한다.
대만 제어는 역사언어학에서 각별한 의미가 있는데, 왜냐하면 오스트로네시아어족 전체가 대만에서 비롯했다고 생각되기 때문이다. 언어학자 로버트 블러스트에 따르면 대만 제어는 오스트로네시아어족의 열 개 어파 중 아홉 개를 이룬다. 나머지 하나인 말레이폴리네시아어파에는 대만 바깥에서 쓰이는 1,200여 개의 언어가 속한다. 학자에 따라서 대만 제어를 분류하는 방식은 조금씩 다르지만, 오스트로네시아어족이 대만에서 기원했다는 주장에는 대체로 동의한다. 최근의 인간 집단유전학 연구 결과도 오스트로네시아족이 타이완에서 퍼져나갔음을 시사한다.

## 기원
Blench (2014)는 언어학적 증거 및 최근의 고고학적 증거에 기반하여, 타이완의 오스트로네시아족은 지금으로부터 4천 년 전부터 중국 동해안의 여러 지역에서 타이완으로 이주해 온 사람들이 용광로처럼 섞인 결과라고 주장했다. 이 이주민들 중에는 조를 경작하는 산둥성의 룽산 문화에서 온 사람들과(타이완 남부의 룽산 유형 문화들에서 추론), 고기잡이를 하는 푸젠성의 다펀컹 문화에서 온 사람들, 그리고 Blench (2014)가 광둥성 해안에서 기원했다고 주장하는 타이완 최북부의 원산 문화 사람들 등이 있다. 그는 지리와 문화 관련 어휘를 근거로 하여 원산 문화인들이 북동타이완어파 언어를 사용했으리라고 주장했다. 이러한 주장에 따르면 오늘날 모든 오스트로네시아어의 단일한 조상 언어인 오스트로네시아조어가 실제로 존재한 적은 없다. 그 대신 중국 본토에서 이주한 다양한 집단의 서로 다른 언어들이 타이완에서 합쳐져 오늘날의 오스트로네시아어족을 낳은 것이다. 이처럼 Blench (2014)는 타이완 원주민이 단 한 번의 이주로 타이완에 정착했다는 설은 고고학적 증거와도 들어맞지 않고, 언어학적(어휘적) 증거와도 들어맞지 않는다고 보았다.

## 최근 역사
타이완 제어는 모두 서서히 표준 중국어에 밀려 대체되고 있다. 최근 중화민국 정부는 원주민 권리 향상의 일환으로 원주민 학교 교육에 원주민 언어를 재도입하는 정책을 시작하였다. 그러나 현재까지 좋은 결과를 얻지 못했다.
2005년에 중화민국 원주민족 위원회는 원주민 언어 보전을 위해 모든 타이완 제어의 로마자 표기법을 제정하였다. 또한 원주민 공동체 및 한족을 대상으로 한 원주민 언어 수업 및 언어 인증 제도를 지원해 왔다.

## 분류
타이완 제어는 오스트로네시아어족의 아홉 개 어파를 이룬다. 단, 야미어는 오스트로네시아어족의 나머지 모든 언어와 같이 말레이폴리네시아어파에 속한다.

## 언어 목록
언어와 방언 사이의 구별이 명확하지 않기 때문에 타이완 제어의 목록은 학자에 따라 조금 다를 수 있다. 이미 사멸했거나 동화된 언어에 관해서는 불확실함이 더욱 크다. 다음은 널리 인용되는 타이완 제어의 목록이다. 그러나 더 많은 언어가 존재했을 가능성이 얼마든지 있다.

### 살아 있는 언어
| 언어         | 부호 | 방언 수 | 방언                                                             | 비고                                                                                 |
| ------------ | ---- | ------- | ---------------------------------------------------------------- | ------------------------------------------------------------------------------------ |
| 아미스어     | ami  | 5       | 'Amisay a Pangcah, Siwkolan, Pasawalian, Farangaw, Palidaw       |                                                                                      |
| 아타얄어     | tay  | 6       | Squliq, Skikun, Ts'ole', Ci'uli, Mayrinax, Plngawan              | 방언 간 차이 큼, 다른 언어로 취급하기도 함                                           |
| 부눈어       | bnn  | 5       | Takitudu, Takibakha, Takivatan, Takbanuaz, Isbukun               | 방언 간 차이 큼                                                                      |
| 카나카나부어 | xnb  | 1       |                                                                  | 사멸 직전                                                                            |
| 크바란어     | ckv  | 1       |                                                                  | 어떤 출처에 따르면 사멸 직전, 그러나 다른 주장도 있음                                |
| 파이완어     | pwn  | 4       | 동부, 북부, 중부, 남부                                           |                                                                                      |
| 푸유마어     | pyu  | 4       | Puyuma, Katratripul, Ulivelivek, Kasavakan                       |                                                                                      |
| 루카이어     | dru  | 6       | Ngudradrekay, Taromak Drekay, Teldreka, Thakongadavane, 'Oponoho |                                                                                      |
| 사아로아어   | sxr  | 1       |                                                                  | 사멸 직전                                                                            |
| 사이시야트어 | xsy  | 1       |                                                                  |                                                                                      |
| 사키자야어   | szy  | 1       |                                                                  |                                                                                      |
| 세에디크어   | trv  | 3       | Tgdaya, Toda, (Truku)                                            |                                                                                      |
| 사우어       | ssf  | 1       |                                                                  | 사멸 직전                                                                            |
| 트루쿠어     |      | 1       |                                                                  |                                                                                      |
| 초우어       | tsu  | 1       |                                                                  |                                                                                      |
| 야미어       | tao  | 1       |                                                                  | '타오어'로도 불림. 역사언어학적으로 ‘타이완 제어’가 아닌 말레이폴리네시아어파에 속함 |

### 사어
| 언어       | 부호  | 방언 수 | 방언                           | 사멸 시기 및 비고             |
| ---------- | ----- | ------- | ------------------------------ | ----------------------------- |
| 바사이어   | byq   | 1       |                                |                               |
| 케타갈란어 | kae   | 1       |                                |                               |
| 바부자어   | bzg   | 3?      | Babuza, Takoas, Favorlang (?). |                               |
| 타오카스어 | (bzg) | 3?      | Babuza, Takoas, Favorlang (?). | 19세기 말. 언어 부활 시도 중. |
| 파볼랑어   | (bzg) | 3?      | Babuza, Takoas, Favorlang (?). |                               |
| 파포라어   | ppu   | 2?      | Papora, Hoanya (?).            |                               |
| 호아냐어   | ppu   | 2?      | Papora, Hoanya (?).            |                               |
| 타이보안어 | -     | 1       |                                | 19세기 말. 언어 부활 시도 중. |
| 파제흐어   | uun   | 1       |                                |                               |
| 시라야어   | fos   | 2?      | Siraya, Makatao (?).           | 19세기 말. 언어 부활 시도 중. |
| 마카타오어 | (fos) | 2?      | Siraya, Makatao (?).           | 19세기 말. 언어 부활 시도 중. |

## 어순
일부 북타이완어파 언어를 제외하고 대부분의 타이완 제어는 동사가 처음에 오는 VSO형(동사-주어-목적어) 또는 VOS형(동사-목적어-주어) 어순이다. 북타이완어파의 사우어, 사이시야트어, 파제흐어는 SVO형 어순도 사용하는데, 이는 중국어의 영향일 수 있다.
Li (1998)에 따르면 다음과 같은 어순이 나타난다.
- 루카이어: VSO, VOS
- 초우어: VOS
- 부눈어: VSO
- 아타얄어: VSO, VOS
- 사이시야트어: VS, SVO
- 파제흐어: VOS, SVO
- 사우어: VSO, SVO
- 아미스어: VOS, VSO
- 크바란어: VOS
- 푸유마어: VSO
- 파이완어: VSO, VOS

## 음운 대응
루카이어는 23개의 자음과 길이 대립이 있는 4개의 모음 음소가 있어 타이완 제어 중 음소의 수가 가장 많다. 카나카나부어와 사아로아어는 13개의 자음과 4개의 모음을 지녀 음소의 수가 가장 적다. (Blust 2009:165)

### Wolff (2010)
다음은 Wolff (2010)에 따라 오스트로네시아조어의 음소들이 타이완 제어에서 어떻게 변하였는지 나타낸 표이다.
| 오스트로네시아조어 | 파제흐어         | 사이시야트어              | 사우어      | 아타얄어파 |
| ------------------ | ---------------- | ------------------------- | ----------- | ---------- |
| *p                 | p                | p                         | p           | p          |
| *t                 | t, s             | t, s, ʃ                   | t, θ        | t, c (s)   |
| *c                 | z [dz]           | h                         | t           | x, h       |
| *k                 | k                | k                         | k           | k          |
| *q                 | Ø                | ʔ                         | q           | q, ʔ       |
| *b                 | b                | b                         | f           | b-         |
| *d                 | d                | r                         | s           | r          |
| *j                 | d                | r                         | s           | r          |
| *g                 | k-, -z- [dz], -t | k-, -z- [ð], -z [ð]       | k-, -ð-, -ð | k-         |
| *ɣ                 | x                | l [ḷ] (통회 방언에서 > Ø) | ɬ           | ɣ, r, Ø    |
| *m                 | m                | m                         | m           | m          |
| *n                 | n                | n                         | n           | n          |
| *ŋ                 | ŋ                | ŋ                         | n           | ŋ          |
| *s                 | s                | ʃ                         | ʃ           | s          |
| *h                 | h                | h                         | Ø           | h          |
| *l                 | r                | l [ḷ] (통회 방언에서 > Ø) | r           | l          |
| *ɬ                 | l                | ɬ                         | ð           | l          |
| *w                 | w                | w                         | w           | w          |
| *y                 | y                | y                         | y           | y          |

| 오스트로네시아조어 | 사아로아어 | 카나카나부어 | 루카이어 | 부눈어                       | 아미스어    | 크바란어    | 푸유마어    | 파이완어       |
| ------------------ | ---------- | ------------ | -------- | ---------------------------- | ----------- | ----------- | ----------- | -------------- |
| *p                 | p          | p            | p        | p                            | p           | p           | p           | p              |
| *t                 | t, c       | t, c         | t, c     | t                            | t           | t           | t, ʈ        | tj [č], ts [c] |
| *c                 | s, Ø       | c            | θ, s, Ø  | c (중부와 남부 방언에서 [s]) | c           | s           | s           | t              |
| *k                 | k          | k            | k        | k                            | k           | k, q        | k           | k              |
| *q                 | Ø          | ʔ            | Ø        | q (이시부쿤 방언에서 x)      | ɦ           | Ø           | ɦ           | q              |
| *b                 | v          | v [β]        | b        | b                            | f           | b           | v [β]       | v              |
| *d                 | s          | c            | ḍ        | d                            | r           | z           | d, z        | dj [j], z      |
| *j                 | s          | c            | d        | d                            | r           | z           | d, z        | dj [j], z      |
| *g                 | k-, -ɬ-    | k-, -l-, -l  | g        | k-, -Ø-, -Ø                  | k-, -n-, -n | k-, -n-, -n | h-, -d-, -d | g-, -d-, -d    |
| *ɣ                 | r          | r            | r, Ø     | l                            | l [ḷ]       | ɣ           | r           | Ø              |
| *m                 | m          | m            | m        | m                            | m           | m           | m           | m              |
| *n                 | n          | n            | n        | n                            | n           | n           | n           | n              |
| *ŋ                 | ŋ          | ŋ            | ŋ        | ŋ                            | ŋ           | ŋ           | ŋ           | ŋ              |
| *s                 | Ø          | s            | s        | s                            | s           | Ø           | Ø           | s              |
| *h                 | Ø          | Ø            | Ø        | Ø                            | h           | Ø           | Ø           | Ø              |
| *l                 | Ø          | Ø, l         | ñ        | h-, -Ø-, -Ø                  | l [ḷ]       | r, ɣ        | l [ḷ]       | l              |
| *ɬ                 | ɬ          | n            | ɬ        | n                            | ɬ           | n           | ɬ           | ɬ              |
| *w                 | Ø          | Ø            | v        | v                            | w           | w           | w           | w              |
| *y                 | ɬ          | l            | ð        | ð                            | y           | y           | y           | y              |

| 오스트로네시아조어 | 타갈로그어  | 차모로어 | 말레이어           | 고대 자바어 |
| ------------------ | ----------- | -------- | ------------------ | ----------- |
| *p                 | p           | f        | p                  | p           |
| *t                 | t           | t        | t                  | t           |
| *c                 | s           | s        | s                  | s           |
| *k                 | k           | h        | k                  | k           |
| *q                 | ʔ           | ʔ        | h                  | h           |
| *b                 | b           | p        | b, -p              | b, w        |
| *d                 | d-, -l-, -d | h        | d, -t              | ḍ, r        |
| *j                 | d-, -l-, -d | ch       | j, -t              | d           |
| *g                 | k-, -l-, -d | Ø        | d-, -r-, -r        | g-, -r-, -r |
| *ɣ                 | g           | g        | r                  | Ø           |
| *m                 | m           | m        | m                  | m           |
| *n                 | n           | n        | n                  | n           |
| *ŋ                 | ŋ           | ŋ        | ŋ                  | ŋ           |
| *s                 | h           | Ø        | h                  | h           |
| *h                 | Ø           | Ø        | Ø                  | Ø           |
| *l                 | l           | l        | l                  | l           |
| *ɬ                 | n           | ñ, n, l  | l-/ñ-, -ñ-/-n-, -n | n           |
| *w                 | w           | w        | Ø, w               | w           |
| *y                 | y           | y        | y                  | y           |

### Blust (2009)
다음은 Blust (2009:572)에 따라 오스트로네시아조어의 *j 음소가 타이완 제어에서 어떻게 변하였는지 나타낸 표이다.
| 언어         | 변화                                      |
| ------------ | ----------------------------------------- |
| 초우어       | Ø                                         |
| 카나카나부어 | l                                         |
| 사아로아어   | ɬ (어중)                                  |
| 푸유마어     | d                                         |
| 파이완어     | d                                         |
| 부눈어       | Ø                                         |
| 아타얄어     | r (스쿨리크 방언), g (산발적), s (산발적) |
| 세에디크어   | y (어중), c (어말)                        |
| 파제흐어     | z ([dz]) (어중), d (어말)                 |
| 사이시야트어 | z ([ð])                                   |
| 사우어       | z ([ð])                                   |
| 아미스어     | n                                         |
| 크바란어     | n                                         |
| 시라야어     | n                                         |

다음은 Blust(2009:582)에 따라 오스트로네시아조어의 *ʀ 음소가 타이완 제어에서 어떻게 변하였는지 나타낸 표이다.
| 언어         | 변화              |
| ------------ | ----------------- |
| 파이완어     | Ø                 |
| 부눈어       | l                 |
| 크바란어     | ʀ                 |
| 바사이어     | l                 |
| 아미스어     | l                 |
| 아타얄어     | g; r (/i/ 앞에서) |
| 세에디크어   | r                 |
| 파제흐어     | x                 |
| 타오카스어   | l                 |
| 사우어       | ɬ                 |
| 사이시야트어 | ɭ                 |
| 바탄어군*    | y                 |

* 야미어가 속한 바탄어군은 말레이폴리네시아어파에 속한다.
다음과 같은 자음 약화가 나타났다. (Blust 2009:604-605)
- 오스트로네시아조어 *b, *d의 약화
  - *b > f, *d > c, r (초우어)
  - *b > v, *d > d (푸유마어)
  - *b > v, *d > d, r (파이완어)
  - *b > b, *d > r (사이시야트어)
  - *b > f, *d > s (사우어)
  - *b > v, *d > r (야미어)

## 지리적 분포
- 타이완 제어
- 타이완 제어의 분류, Blust (1999)
- 타이완 제어의 분류, Li (2008)
- 타이완 제어의 분류, 오스트로네시아 기초어휘 데이터베이스 (Greenhill, Blust & Gray 2008).
- 타이완 제어의 분류, Ross (2009)

Li (2001)는 타이완 제어의 지리적 고향을 다음과 같이 제시한다.
- 초우어: 중앙 타이완의 서남부; 위산 (구전 전승)
- 사이시야트어와 쿨론어: 다두강(大肚溪)과 다자강(大甲溪) 사이, 해안에서 멀지 않은 곳
- 사우어: 저우수이강(濁水溪)
- 카우카우트어: 타키리강 중류
- 시라야어: 자난 평원(嘉南平原)
- 마카타우어: 핑둥
- 부눈어: 난터우현 신이향
- 파이완어: 아이랴오강(隘寮溪)

## 같이 보기
- 중화민국의 인구
- 오스트로네시아조어
- 대만 원주민 이름